# Abel Cathrine
Abel Cathrine, född von der Wisch 1626 i Holstein, död 1 januari 1676, var en dansk hovdam, gunstling och filantrop, grundare av «Abel Cathrines Stiftelse». Hon var hovdam hos Danmarks drottning Sofia Amalia av Braunschweig-Lüneburg. 
Abel Cathrine tros ha varit utomäktenskaplig dotter till en tysk adelsman av släkten von der Wisch. 
Hon var troligen anställd hos Sofia Amalia av Braunschweig-Lüneburg då denna kom till Danmark inför sitt giftermål 1643: hon tillhörde i alla händelser dennas hushåll under Sofia Amalias tid som drottning. 
Hon lämnade formellt sin anställning vid sitt giftermål 1655 med Hans Hansen (Osten), ämbetshavare vid Köpenhamns slott och inspektör av de kungliga godsen på Laaland och Falster, som med tiden samlade en stor förmögnhet. Hon var Sofia Amalias gunstling, och denna visade henne många olika fördelar. Även efter giftermålet behöll hon sin ställning som favorit trots att hon officiellt inte längre var hovdam. 
Efter makens död 1672 ägnade hon sig åt filantropisk verksamhet. Hon grundade en asyl för fattiga i Köpenhamn, som finansierades av en stiftelse som fick hennes namn.